# ستيلا بلوم
ستيلا بلوم (بالإنجليزية: Stella Blum)‏ هي مؤرخة أمريكية، ولدت في 19 أكتوبر 1916 في سكنيكتادي في الولايات المتحدة، وتوفيت في 31 يوليو 1985 في رافينا في الولايات المتحدة.